# Erik Eriksson Falhem
Erik Eriksson Falhem, född 16 oktober 1788 i Falu Kristine församling, Kopparbergs län, död 26 juni 1870 i Stora Kopparbergs församling, Kopparbergs län, var en svensk bergsman och riksdagsman. Han var son till bergsmannen Erik Falhem, bror till bruksägaren Gustaf Falhem och far till bergsmannen Hans Erik Falhem.
Erik Eriksson Falhem var bergsman och sedermera bergsrådman i Falun. Han var riksdagsman i borgarståndet för Falu bergslags valdistrikt vid riksdagarna 1834/35, 1844/45, 1850/51, 1853/54 och 1856/58. I riksdagen tillhörde han borgarståndets liberala majoritet, och han var nära vän till den ledande liberalen Thore Petre.